# Glen Innes Airport
Glen Innes Airport är en flygplats i Australien. Den ligger i kommunen Glen Innes Severn och delstaten New South Wales, i den sydöstra delen av landet, omkring 470 kilometer norr om delstatshuvudstaden Sydney.
Runt Glen Innes Airport är det ganska glesbefolkat, med 38 invånare per kvadratkilometer.. Närmaste större samhälle är Glen Innes, nära Glen Innes Airport. 
Trakten runt Glen Innes Airport består till största delen av jordbruksmark. Genomsnittlig årsnederbörd är 1 024 millimeter. Den regnigaste månaden är januari, med i genomsnitt 182 mm nederbörd, och den torraste är oktober, med 31 mm nederbörd.